# USS Wasp (CV-7)
USS Wasp (CV-7) bio je američki nosač zrakoplova u sastavu Američke ratne mornarice i osmi američki brod koji nosi ime Wasp. Jedini je nosač u svojoj klasi, u osnovi izgrađen kao umanjeni nosač klase Yorktown. Služio je od 1940. do 1942. godine. Nosač je sudjelovao u borbama u Atlantskom i Tihom oceanu protiv Japanske carske mornarice i Središnjih sila. Potopila ga je japanska podmornica I-19 15. rujna 1942. godine

### Zajednički poslužitelj
|  | Zajednički poslužitelj ima stranicu o temi USS Wasp (CV-7)    |
|  | Zajednički poslužitelj ima još gradiva o temi USS Wasp (CV-7) |